# Nati nel 1989/Senza giorno specificato
| Questa pagina contiene informazioni ricavate automaticamente dalle voci biografiche con l'ausilio del template Bio e di un bot. L'aggiornamento è periodico e automatico e ricostruisce completamente la pagina. Se manca una persona in questa lista, sei pregato di non aggiungerla, ma accertati piuttosto che la sua voce biografica contenga il template Bio e che i dati anagrafici siano correttamente compilati. Se il template Bio manca, inseriscilo tu stesso o, in alternativa, metti l'avviso {{tmp\|Bio}} che ne segnala la mancanza. Se i dati riportati sono sbagliati, correggi direttamente la voce biografica; le modifiche saranno visibili in questa lista entro pochi giorni. Per chiarimenti vedi il progetto biografie. La lista contiene solo le 74 persone che sono citate nell'enciclopedia e per le quali è stato implementato correttamente il template Bio. Pagina aggiornata al 2 giu 2025. |

- Joy Buolamwini, informatica canadese
- Hawa Ahmed, modella somala
- Valeriya Aleinikova, modella kazaka
- Raine Allen-Miller, regista britannica
- Martine Andraos, modella libanese
- Katya Balen, scrittrice britannica
- Hamdan Ballal, regista e attivista palestinese
- Catherine Banner, scrittrice britannica
- Stephanie Bannon, ex calciatrice britannica
- Marco Bonacci, giocatore di football americano italiano
- Gonzalo Borondo, artista spagnolo
- Timo Brüderl, ex sciatore alpino tedesco
- Zachary Catazaro, ballerino statunitense
- Andrea Cipriani, schermidore italiano
- Emma Cline, scrittrice statunitense
- Jake Cody, giocatore di poker inglese
- Francesca Colavita, biologa italiana
- Letícia Colin, attrice, cantante e conduttrice televisiva brasiliana
- Li Cong, astronauta cinese
- Christian Di Martino, poliziotto italiano
- Spugna, fumettista italiano
- Damien Donaldson, ex giocatore di football americano e allenatore di football americano australiano
- Ashley-Kate Durham, ex sciatrice alpina canadese
- Miljan Džogazović, giocatore di football americano serbo
- Hazel Findlay, alpinista britannica
- Sophie Gemal, modella nigeriana
- Ghoncheh Ghavami, politica e attivista iraniana
- Mingma David Sherpa, alpinista nepalese
- Yaa Gyasi, scrittrice statunitense
- Fabien-André Gärtner, ex giocatore di football americano tedesco
- Andreas Willumsen Haug, ex sciatore alpino norvegese
- Jan Hilgenfeldt, ex giocatore di football americano tedesco
- Tyrone Huntley, attore britannico
- Haruto Ikezawa, fumettista giapponese
- Shiori Itō, giornalista, regista e attivista giapponese
- Ema Jagodic, modella slovena
- Neshat Jahandari, aviatrice iraniana
- Greg Jones, tennista australiano
- Joaquina Kalukango, attrice statunitense
- Camille e Kennerly Kitt, arpista, attrice e youtuber statunitense
- Janne Lehtinen, giocatore di football americano e allenatore di football americano finlandese
- R.J. Long, giocatore di football americano statunitense
- Mahmoud Asgari e Ayaz Marhoni, iraniano († 2005)
- Caitlin McCarthy, attrice e produttrice cinematografica statunitense
- Pola Rise, cantante polacca
- Paul Motzki, ex giocatore di football americano tedesco
- Bausa, rapper tedesco
- Chris Overton, regista e attore britannico
- Park Ji-min, attrice sudcoreana
- Sae Eun Park, ballerina sudcoreana
- Andrew Phillips, ex sciatore alpino statunitense
- Laura Pulkkinen, giocatrice di football americano finlandese
- Qixin Zhong, arrampicatore cinese
- Mehdi Rajabian, musicista e compositore iraniano
- Gabriela Rejala, modella paraguaiana
- Sven Rieger, ex giocatore di football americano e allenatore di football americano tedesco
- Dana Salah, cantautrice e produttrice discografica giordana
- Hendrik Scharnbacher, giocatore di football americano tedesco
- Tang Shengjie, astronauta cinese
- Marco Sieber, astronauta svizzero
- Isaac Summerfield, giocatore di football americano australiano
- Davide Suriano, giocatore di poker italiano
- Aya Tarek, artista egiziana
- Devon Teuscher, danzatrice statunitense
- Çağla Tokat, tuffatrice turca
- Janine Tugonon, modella filippina
- Mahmoud Vahidnia, attivista iraniano
- Emma Britt Waldron, modella irlandese
- Xu Zhijian, astronomo cinese
- Ye Quanzhi, astronomo cinese
- Giuliana Zevallos, modella peruviana
- Zhu, disc jockey, cantante e produttore discografico statunitense
- Hamza bin Laden, terrorista saudita († 2019)
- Safira de Wit, modella olandese